# История железнодорожного транспорта Великобритании в 1948-1994
Эта статья является частью серии статей по истории железнодорожного транспорта в Великобритании

Карта железнодорожной сети Великобритании на 1980 год

История железнодорожного транспорта Великобритании в 1948—1994 охватывает период от национализации железнодорожного транспорта Великобритании в 1948 году и создания компании British Rail до приватизации British Rail в 1994 году.
В соответствии с Законом о транспорте 1947 года в Великобритании были национализированы почти все виды общественного транспорта. British Railways были взяты под управление инфраструктура и подвижной состав находившийся в собственности большой четвёрки Британских железнодорожных компаний. Небольшое число независимых железнодорожных компаний (облегчённых железных дорог строившихся согласно Акту о лёгких железных дорогах 1896 года и промышленных дорог) не попали под программу национализации. Также не подвергались национализации метрополитены Лондона и Глазго уже бывшими на тот момент публичными компаниями, надземная железная дорога Ливерпуля и трамвайные системы не принадлежавшие железным дорогам.